# بجعة بيضاء كبيرة

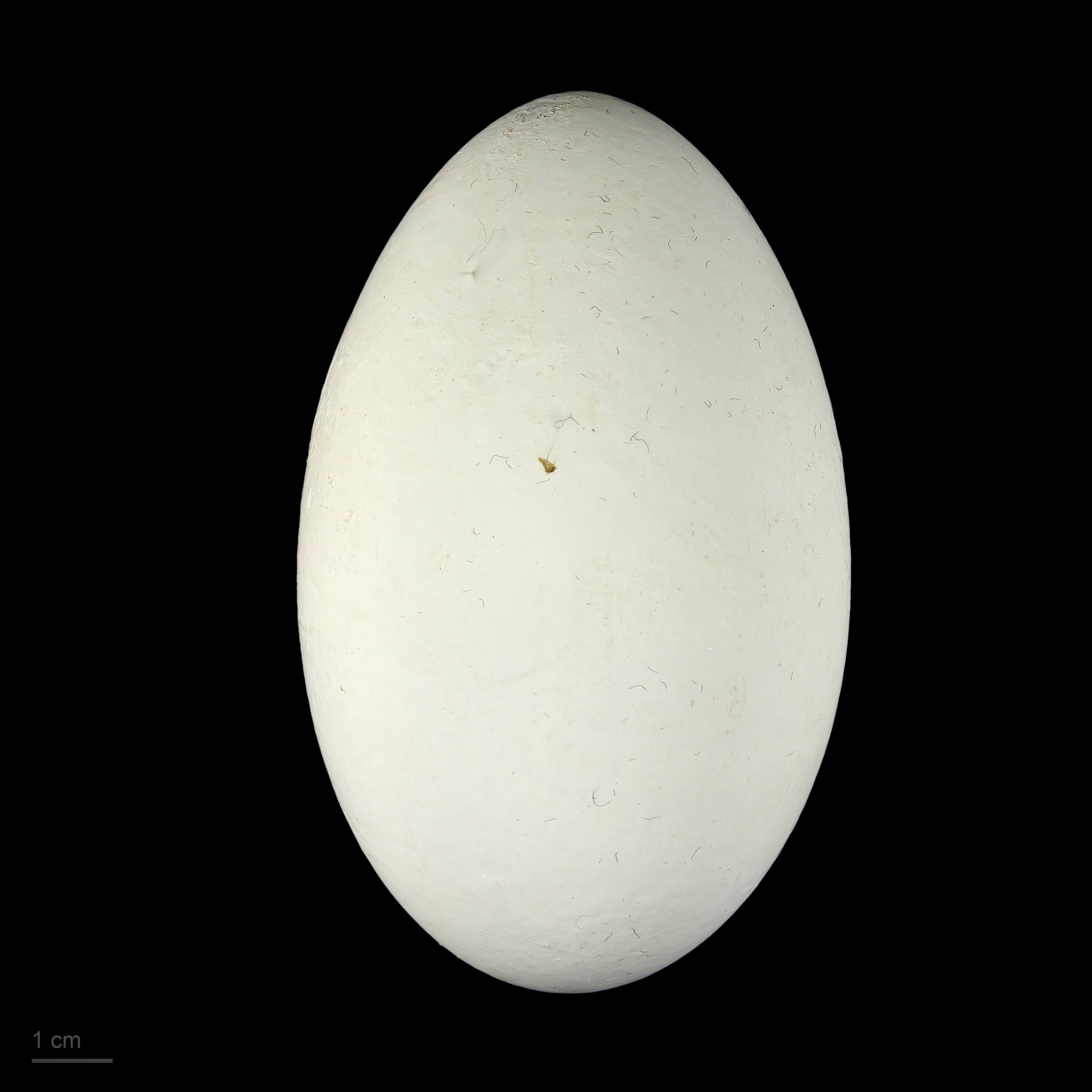
Pelecanus onocrotalus

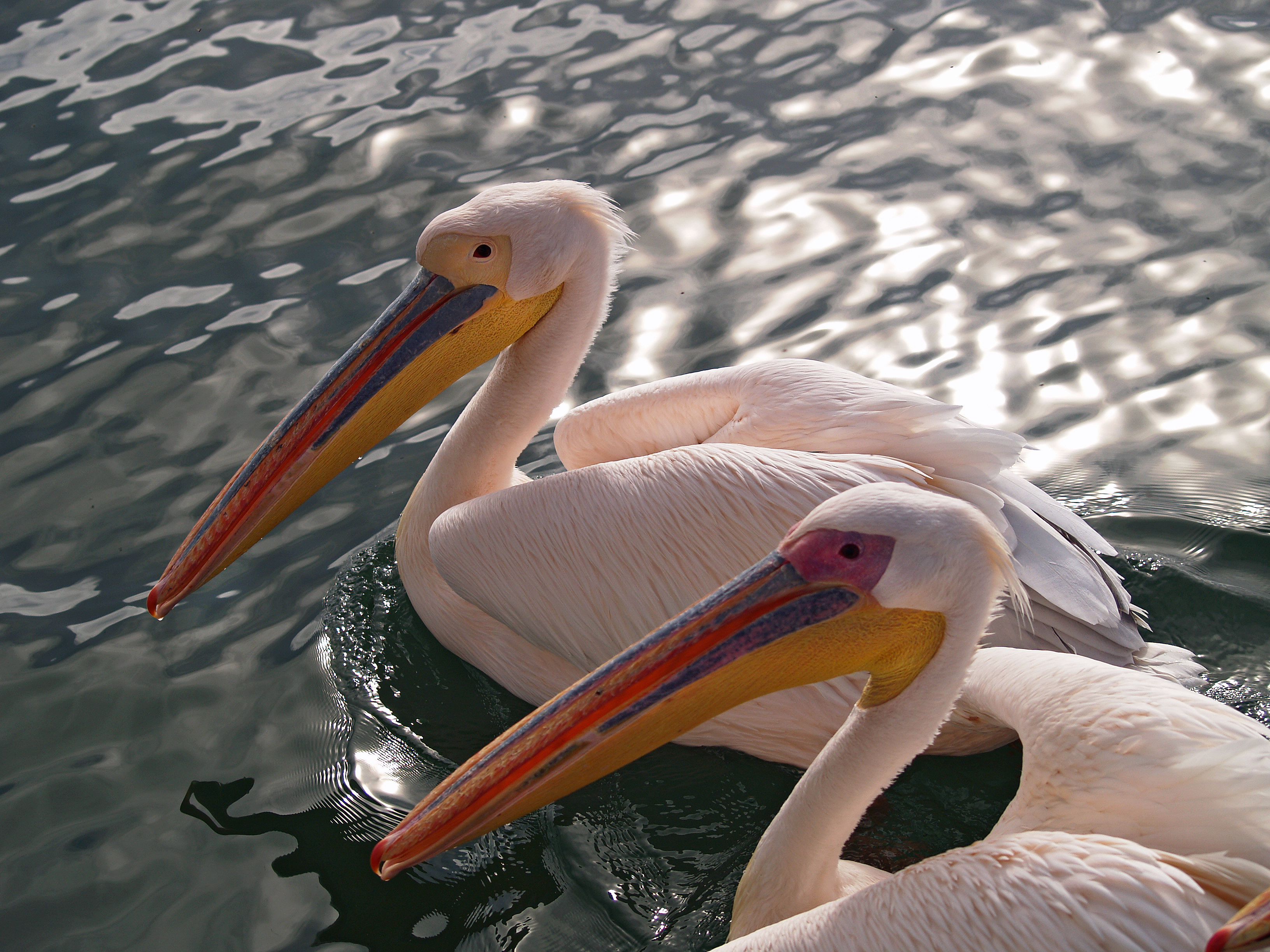
بجع أبيض، ناميبيا.

البَجَعة البيضاء الكبيرة أو البجعة البيضاء (الاسم العلمي: Pelecanus  onocrotalus) هو طائر ينتمي إلى بجعة (فصيلة: Pelecanidae). البجع الأبيض هو الطائر الوطني لرومانيا.
يُشاهد في مصر بكثْرة في فَصْلي الربيع والخريف.